# Spółdzielnia Mleczarska Mlekovita

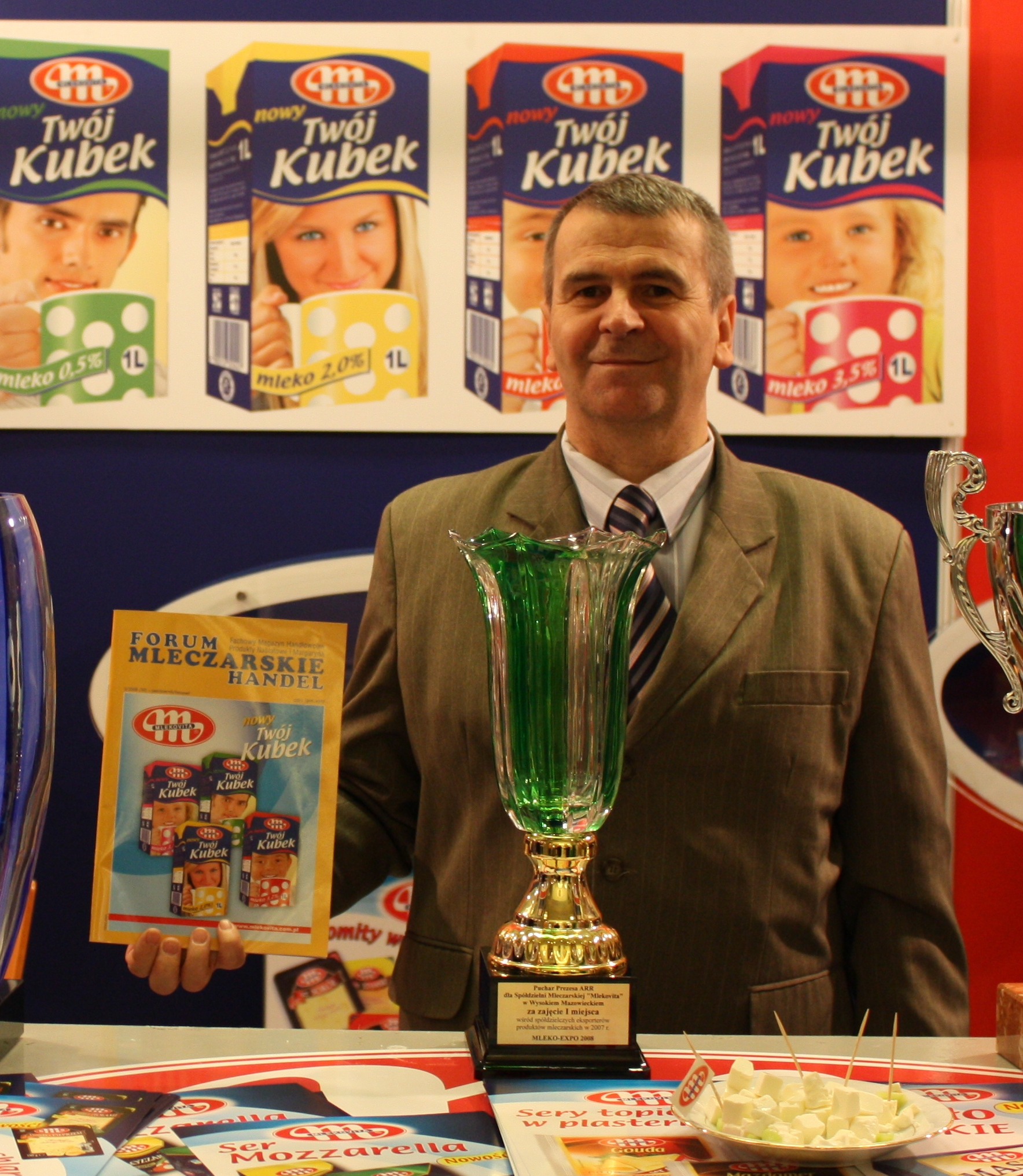
Prezes Zarządu GRUPY MLEKOVITA Dariusz Sapiński

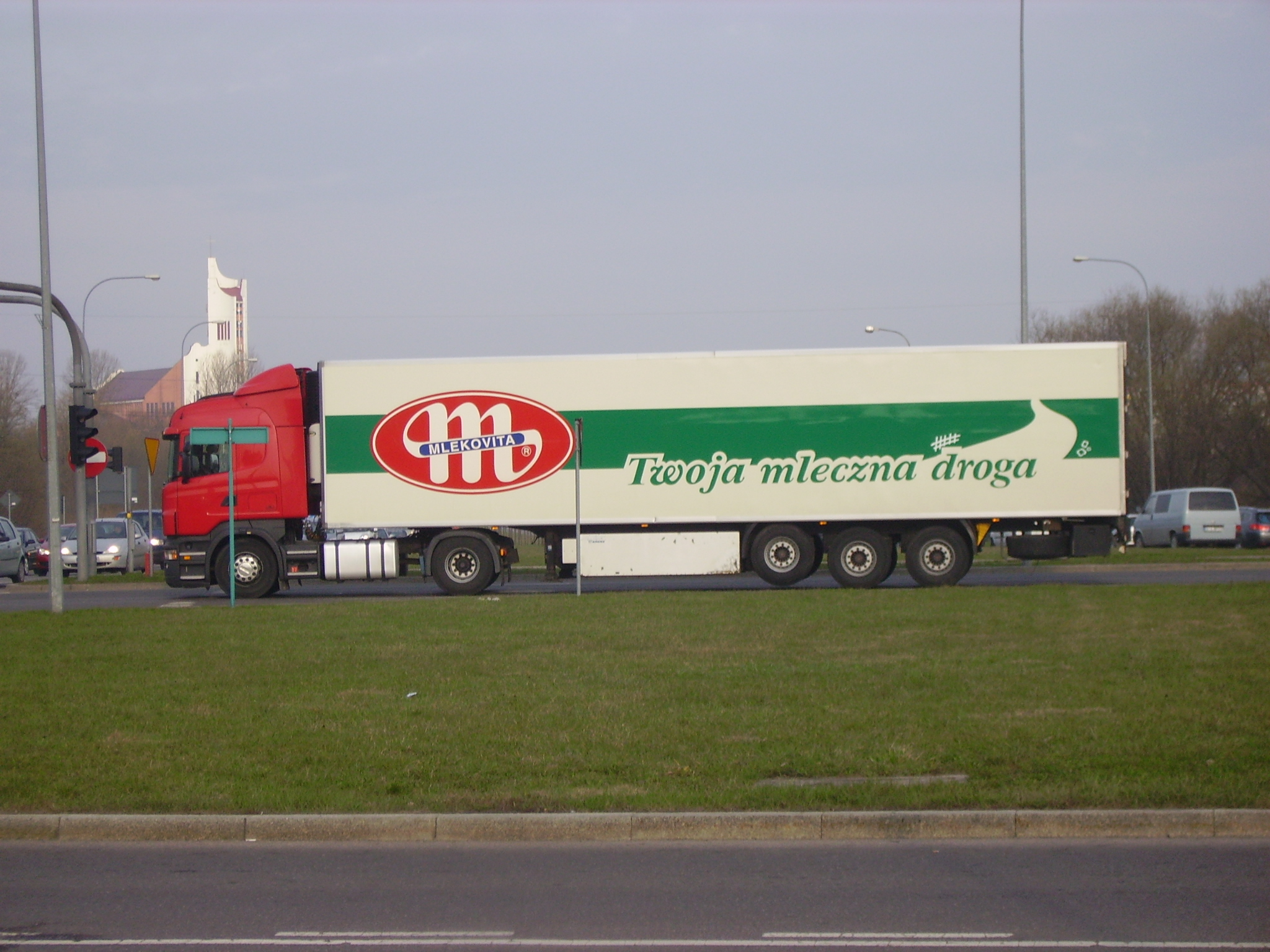
Ciężarówka z logo „Mlekovita”

Spółdzielnia Mleczarska Mlekovita – spółdzielnia mleczarska w Wysokiem Mazowieckiem w województwie podlaskim.

## Historia
Początki Spółdzielni Mleczarskiej Mlekovita sięgają okresu przedwojennego. Zakład w Wysokiem Mazowieckiem powstał w 1928 roku, zatrudniał wówczas ok. 30 osób i zajmował się wyłącznie produkcją serów i masła. Po II wojnie światowej, w 1947 roku, utworzono Delegaturę Centrali Mleczarsko-Jajczarskich, a trzy lata później powołano Powiatowy Zakład Mleczarski, który wytwarzał, oprócz masła i serów, również śmietanę, twarogi i lody. W 1957 roku w Wysokiem Mazowieckiem utworzono Okręgową Spółdzielnię Mleczarską. W tym czasie rozpoczęto budowę nowoczesnego na owe czasy zakładu produkcyjnego, którego otwarcie nastąpiło w 1962 roku, oddano wówczas do użytku serownię, masłownię, aparatownię, galanterię mleczarską, paczkownię i kazeiniarnię.

### Lata osiemdziesiąte
W latach 80. Okręgowa Spółdzielnia Mleczarska w Wysokiem Mazowieckiem przerabiała 70 tys. litrów mleka dziennie i zatrudniała 62 osoby. Rolnicy dostarczali średnio po 30-40 litrów mleka dziennie, największy 50 tysięcy litrów rocznie. Obecnie Mlekovita ma 6 tys. członków – dostawców surowca, z których 800 dostarcza prawie 400 tys. l rocznie, a kilkunastu po ponad 1 mln l. Zatrudnienie w spółdzielni wynosi około 2200 osób.

### Lata dziewięćdziesiąte
W 1992 roku nadano spółdzielni obecną nazwę Mlekovita i opracowano logo firmy. W 1998 roku wprowadzono system HACCP i system jakości ISO 9001, dzięki temu spółdzielnia uzyskała (jako jeden z pierwszych zakładów mleczarskich w Polsce) pozwolenie na eksport do państw Unii Europejskiej.

### Grupa kapitałowa
Grupę Kapitałową Mlekovita tworzy według stanu na dzień 24 października 2018 roku 20 zakładów produkcyjnych oraz 32 centra dystrybucyjne: macierzysty w Wysokiem Mazowieckiem (2 zakł.), a także w Baranowie (2 zakł.), Białej Podlaskiej, Działdowie, Kaliszu, Kościanie, Koźminie Wielkopolskim, Lubawie, Łaszczowie, Morągu, Pilicy, Pyrzycach, Sanoku, Suszu, Świeciu, Tomaszowie Lubelskim, Trzebownisku oraz w Zakopanem.
Mlekovita to drugi co do wielkości producent wyrobów nabiałowych w Polsce (po Spółdzielni Mleczarskiej Mlekpol z Grajewa, stan na 2012 r.). Około 35% produkcji jest eksportowane, dziennie firma jest w stanie przerobić 3,0 mln litrów mleka (2009).
W roku 2013 spółdzielnia uruchomiła pierwszą na rynku mleczarskim hurtownię Cash & Carry. Otwarto nowe obiekty inwestycyjne: nowoczesną proszkownię mleka oraz jedyną w branży oczyszczalnię ścieków produkującą w procesie fermentacji biogaz służący jako paliwo do produkcji energii.
Mlekovita jest organizatorem Światowego Dnia Mleka w Polsce – Ogólnopolskiego Święta Mleka.
Od marca 2014 w skład Mlekovity weszła Okręgowa Spółdzielnia Mleczarska w Sanoku, zaś zgodę na fuzję wydał Urząd Ochrony Konkurencji i Konsumentów.
1 lipca 2018 roku do Spółdzielni Mleczarskiej Mlekovita dołączyły 2 zakłady będące w posiadaniu Okręgowej Spółdzielni Mleczarskiej w Kaliszu, dzięki temu połączeniu Grupa Mlekovita umacnia pozycję lidera w branży mleczarskiej oraz największej firmy mleczarskiej w Europie Środkowo-Wschodniej – zyskując tym samym nowe możliwości dalszego rozwoju.
Prezes zakładu, Dariusz Sapiński, był od lipca do września 2019 roku szantażowany z powodu podejrzeń o podrabianie dat ważności produktów mleczarskich produkowanych przez Mlekovitę; grupę przestępczą, która zajmowała się tym, zatrzymało CBŚP na początku października 2020.
W roku 2023 Mlekovita przejęła Okręgową Spółdzielnię Mleczarską w Czarnkowie. W 2023 roku rozpoczęto także budowę nowej fabryki mleka UHT w Wysokiem Mazowieckim. Inwestycja otrzymała granty od rządu.